# Замкнутая комната (Настоящий детектив)
«Замкнутая комната» (англ. The Locked Room) — третий эпизод первого сезона американского криминального драматического телесериала-антологии «Настоящий детектив». Премьера эпизода состоялась 26 января 2014 года на канале HBO. Режиссёром эпизода стал Кэри Фукунага, сценарий к нему написал Ник Пиццолатто.
В эпизоде показаны два временных периода. В одном из них, в 1995 году, детективы полиции штата Луизиана Растин «Раст» Коул (Мэттью Макконахи) и Мартин «Марти» Харт (Вуди Харрельсон) продолжают расследование убийства Доры Лэнг. В 2012 году детективы Мейнард Гилбо (Майкл Поттс) и Томас Папания (Тори Киттлз) продолжают беседовать с Растом и Марти по поводу событий семнадцатилетней давности. Помимо детективной истории раскрываются подробности личной жизни и убеждений Марти и Раста.
По данным Nielsen Media Research, эпизод посмотрели 1,93 млн зрителей, он получил рейтинг 0,8 в возрастной группе от 18 до 49 лет. Эпизод получил положительные оценки критиков, высоко оценивших актёрскую игру, режиссуру и сценарий. За свою роль в эпизоде Вуди Харрельсон получил номинацию «за лучшую мужскую роль в драматическом телесериале» на 66-й церемонии «Эмми» в 2014 году.

## Сюжет

### 2012
Раст (Мэттью Макконахи) делится с детективами Гилбо (Майкл Поттс) и Папанией (Тори Киттлз) своими взглядами на религию, считая её неудачной попыткой продать «свет в конце тоннеля». Марти (Вуди Харрельсон) повествует о своей версии морали.

### 1995
Власти исследуют полуразрушенную церковь, которую Марти и Раст нашли в конце предыдущего эпизода. Детективы посещают «церковь друзей возрождения Христа», которая переехала в другое место. Слушая проповедь пастора Джоэла Териота (Шей Уигем), Раст выражает разочарование и скепсис в отношении религии, тогда как Марти пытается её защитить, считая что она может привнести мир в сообщество людей. Затем детективы спрашивают пастора о сгоревшей церкви и о Доре Лэнг. Какое-то время они подозревают человека из церкви, учитывая его криминальное досье, но Раст в итоге понимает, что это не тот, кого они ищут. Побеседовав с несколькими прихожанами, они узнают, что Дору Лэнг в последний раз видели в церкви вместе с высоким человеком со шрамами на лице.
Раст проводит время с семьёй Марти и даже стрижёт его газон, пока его напарника нет дома. Вернувшись домой и узнав об этом, Марти злится на Раста и агрессивно требует больше так не делать. Также Марти беседует с дочерью, которая нарисовала картинки сексуального содержания в школе, а жена Марти Мэгги (Мишель Монаган) обвиняет мужа в недостатке внимания к семье. Они ругаются, Мэгги хочет понять, что произошло с Марти. Марти ссылается на сложное расследование об убийстве, а также на кризис среднего возраста.
Увидев связь между убийством Доры Лэнг и пропажей Мари Фонтено, Раст решает проверить старые дела в поисках новых связей. Затем он присоединяется к Марти и Мэгги в кабаке, где Мэгги знакомит его со своей подругой Джен (Бри Уильямсон). В кабаке Марти видит свою любовницу Лизу (Александра Даддарио) с другим мужчиной. Он предъявляет к ней претензии, на что она заявляет, что их отношения закончились. Позднее пьяный Марти вламывается в квартиру Лизы и в ярости бьёт мужчину, который находился с ней. Придя в чувство, Марти уходит.
На следующий день Раст сообщает Марти, что нашёл символы, похожие на те, что были на теле Доры Лэнг, в отчёте о смерти Рианны Оливье — девушки, которая, согласно отчёту, утонула. Они навещают Хенри Оливье, деда Рианны (Ритчи Монтгомери), который говорит им, что внучка ушла вместе со своим парнем Реджи Леду. Он передаёт детективам её вещи, изучив которые они узнают, что она посещала академию «Свет пути» — религиозную школу, которой управлял Билли Ли Таттл и которая была закрыта в 1992 году после урагана Эндрю. Возле школы Раст опрашивает газонокосильщика (Гленн Флешлер), а Марти получает информацию из участка. Они узнают, что Реджи Леду — бывший заключённый, восемь месяцев назад нарушивший требования своего условно-досрочного освобождения после того, как отбыл наказание за производство метамфетамина. Находясь в тюрьме, он был сокамерником с Чарли Лэнгом, мужем убитой Доры Лэнг. Детективы отправляют ориентировку на розыск Леду. Где-то в лесу бродит Реджи Леду (Чарльз Халфорд), в одних трусах, с мачете в руке.

## Восприятие

### Рейтинги
Эпизод посмотрели 1,93 млн зрителей, рейтинг у аудитории от 18 до 49 лет по шкале Нильсена составил 0,8. Это означает, что 0,8 % всех домохозяйств США посмотрело эпизод. Показатели выросли на 15 % по сравнению со вторым эпизодом, который посмотрели 1,67 млн человек (рейтинг Нильсена 0,7 в группе 18—49 лет).

### Оценки критиков

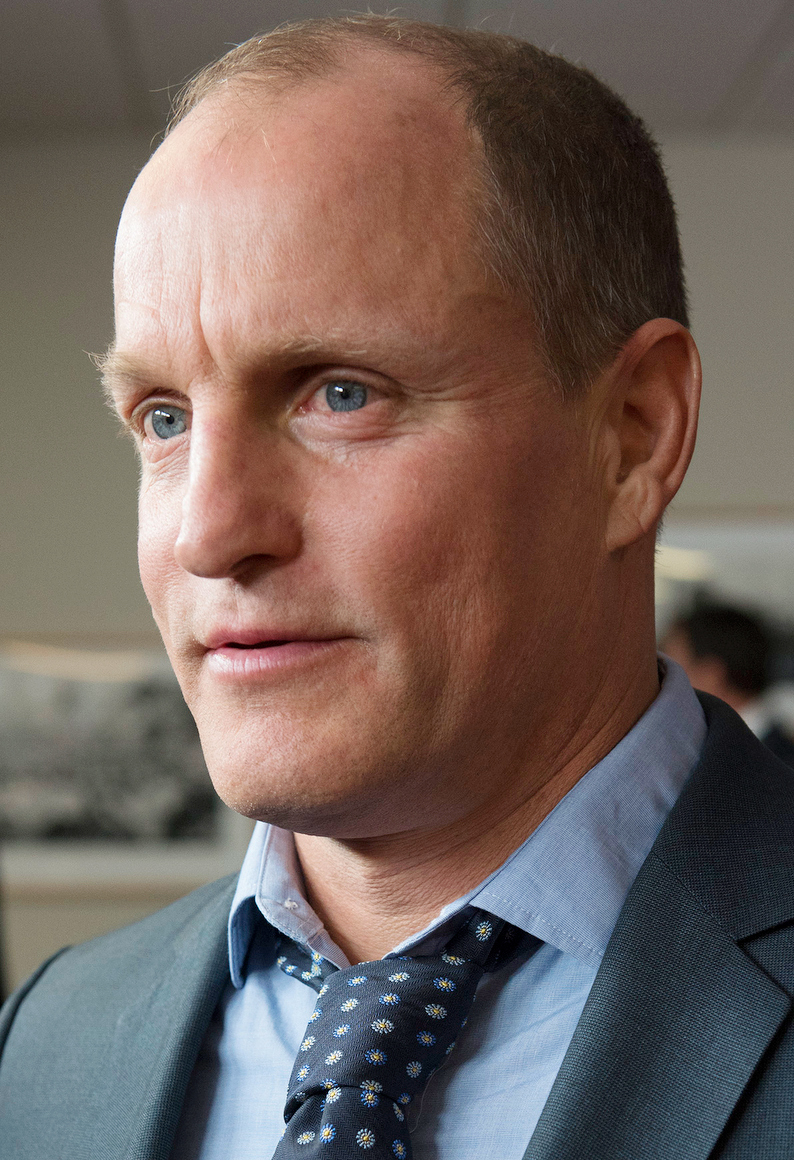
Вуди Харрельсон был номинирован на лучшую мужскую роль в драматическом телесериале на 66-й церемонии «Эмми» за свою роль в эпизоде

«Замкнутая комната» была высоко оценена критиками. Джим Вейвода из IGN оценил эпизод в 9 баллов из 10 возможных и написал: «Вспыльчивость и неуверенность Харта берут над ним верх, а охота за подозреваемым продолжается в захватывающем эпизоде „Настоящего детектива“ на этой неделе. Также не стригите газон Марти, когда его нет дома. Он очень, очень это не любит».
Эрик Адамс из The A.V. Club поставил эпизоду оценку «A−» и написал: «Раст встречался со множеством негодяев и он может прочитать человека за 10 минут после встречи с ним, но он не так сильно поглощён тьмой, как тот призрак, который мы видим в финальные секунды „Замкнутой комнаты“. Или, может быть, поглощён, и „Настоящий детектив“ пока не раскрывает всю правду. Секрет или не секрет, но это отличный способ затянуть зрителя в следующий эпизод». Бритт Хейз из Screen Crush заметила: «Финальный кадр демонстрирует нам нашего монстра, того, кто ждал Дору за пределами замкнутой комнаты её разума, разрушив все эти надежды и мечты и положив конец борьбе, которую она называла жизнью».
Алан Сепинуолл из HitFix написал: «Теперь уже ясно, что детективы в 2012 году рассматривают Раста Коула как нечто большее, чем просто источник информации о деле. И хотя я думаю, что в итоге всё окажется сложнее, чем Коул — тайный серийный убийца, можно понять (на основании того немногого, что мы пока знаем и что мы видели про человека в двух разных временных промежутках), почему пара опытных полицейских присматриваются к парню и принимают его за маньяка». Гуилим Мамфорд из The Guardian заметил: «Даже по стандартам „Настоящего детектива“, это очень погружённый в себя эпизод, но одновременно он двигает историю вперёд так, как не хотели два предыдущих. К концу часа, благодаря усердной детективной работе Коула и Харта, мы получили нашу первую осязаемую зацепку».
Кенни Херцог из Vulture поставил эпизоду 5 баллов из 5 возможных, отметив: «„Замкнутая комната“ (и это относится ко всем трём вышедшим эпизодам „Настоящего детектива“), превосходна, потому что тебе кажется, будто ты раскрываешь преступление вместе с Хартом и Коулом в 1995-м, вплоть до каждой детали. Есть ощущение радиопостановки и чего-то очень финчеровского». Тони Сокол из Den of Geek также поставил эпизоду 5 баллов из 5 возможных и написал: «Я могу смотреть беседы Вуди и Мэтта даже без сюжета. То, как они подпрыгивают и покачиваются, похоже на двух боксёров в среднем весе. Вся актёрская игра на высоте, но эти двое вместе, едва удерживаемые, чтобы не вцепиться друг другу в глотку, это нечто… По сути, всё это ведёт нас к перестрелке, а эти парни являются бессознательным и эго Гэри Купера в „Ровно в полдень“. Они полностью американские. Возможно, они не молчат, но они сильны, и их силы подвергаются испытанию. Солнце достигает кульминации в середине дня. Они могут встретиться с монстром, но это будет не во тьме. Этот монстр будет смотреть им прямо в лицо. Он может расхаживать в нижнем белье, а его лицо скрыто под противогазом. Кошмар в полдень, а ещё целый день впереди».
Крис О’Хара из TV Fanatic поставил эпизоду 5 баллов из 5 возможных и написал: «Когда эпизод походил к концу, мы впервые взглянули на одного из этих людей. Противогаз свисал с головы Реджи, как хобот. Слон, которого они искали во всех этих комнатах для допроса, их собственный охотничий трофей, уже в пределах досягаемости, и уже подготовлена вся почва для того, что должно стать следующим ключевым эпизодом». Шейн Райан из Paste поставил эпизоду 9,7 балла из 10, отметив: «Для меня центральным моментом „Замкнутой комнаты“ является то, как Раст Коул проводит своё собственное судебное заседание в своём бывшем полицейском участке, за крепостью из пустых пивных банок Lone Star, и объясняет свой поразительный успех в роли следователя в те годы, пока он ещё не уволился и не стал пьяным на постоянной основе».

### Награды и номинации
Вуди Харрельсон был номинирован на премию «Лучшая мужская роль в драматическом телесериале» на 66-й церемонии «Эмми» в 2014 году за исполнение роли Мартина Харта в этом эпизоде. Награду в итоге получил Брайан Крэнстон за исполнение роли Уолтера Уайта в эпизоде «Озимандия» телесериала «Во все тяжкие».